# Royce White
Royce Alexander White (* 10. April 1991 in Minneapolis, Minnesota) ist ein US-amerikanischer Basketballspieler und Politiker der Republikaner.

## Sport
Royce White spielte in der High School Basketball und führte die Schulbasketballmannschaft durch eine ungeschlagene Spielzeit. 2009 wurde er deshalb zum Mr. Basketball  in Minnesota gewählt. White trat mit seinem High-School-Team bei zwei State Championships an. Er schrieb sich dann bei der University of Minnesota ein und schloss sich dem Basketballteam der Hochschule, den Gophers, an. Nach einigen Monaten verließ er beide, nach dem er sich wegen eines Diebstahls in einem Einkaufszentrum für schuldig bekannt hatte. Er spielte dann in der Saison 2011/2012 in der Big 12 Conference für die Mannschaft der Iowa State University.
Nach einer starken College-Saison 2011/12 mit 13,4 Punkten, 9,3 Rebounds und 5,0 Assists pro Spiel meldete White sich zum NBA-Draft 2012 an. Aufgrund starker Angstzustände bei Menschenmengen und Flügen galt es als völlig offen, wann und ob White überhaupt gedraftet werden würde. Die Houston Rockets gingen das Risiko ein und drafteten ihn an 16. Stelle.
White bestritt kein einziges NBA-Spiel, nachdem er sich mit den Rockets aufgrund seiner Angstzustände überworfen hatte. Am 12. Februar 2013 spielte er jedoch erstmals für deren Farmteam in der NBA Development League, die Rio Grande Valley Vipers.
Im Sommer 2013 wurde White zu den Philadelphia 76ers transferiert. Er wurde jedoch am 25. Oktober 2013 von den 76ers entlassen, nachdem er sich nicht für den Kader empfehlen konnte. Für die Sacramento Kings kam er schließlich im März 2014 erstmals in der NBA zum Einsatz. Im Rahmen zweier Zehn-Tage-Verträge bestritt er jedoch, neben weiteren Partien in der NBA Development League, lediglich drei Kurzeinsätze.
Der Grund für seine relativ schnelles Karriereende waren Angstzustände. White sprach als einer der ersten NBA-Spieler offen über seine psychischen Probleme.
2017/2018 spielte er dann für London Lightning in der National Basketball League of Canada und würde 38-mal eingesetzt. Ab 2019 spielte er dan in der Big3-3×3-Basketball-Liga für das Team Power. 2021 trat er als Profile bei den Mixed Martial Arts an.

## Politik
2021 freundete sich White mit Donald Trumps Berater Steve Bannon an und trat häufig in Bannons Podcast War Room auf. Während Bannon eine Haftstrafe verbüßte vertrat ihn Royce White zeitweise in dem Podcast. Erg betreibt zusätzlich einen eigenen Podcast namens Please, Call Me Crazy.
Bei den Wahlen zum Repräsentantenhaus der Vereinigten Staaten 2022 trat er an, um die Demokratin Ilhan Omar herauszufordern, unterlag aber Cicely Davis bereits in der republikanischen Vorwahl mit 37,2 % zu 48 %.
Zwei Jahre später kandidierte er für die Wahlen zum Senat der Vereinigten Staaten 2024. Beim Parteitag der Republikanischen Partei Minnesotas im Mai 2024 wurde er von Steve Bannon vorgestellt und konnte sich zwei Drittel der Stimmen der Delegierten sichern, womit er die offizielle Unterstützung der Partei für seine Senatskandidatur hatte. Die Republican Jewish Coalition wandte sich gegen White, da sie Äußerungen von ihm als antisemitism ansah. Royce White gewann die Vorwahl am 13. August 2024 und war damit offizieller Kandidat für den Senatssitz der Demokratin Amy Klobuchar.

### Positionen
Er hatte aber nach der Tötung von George Floyd 2020 Proteste gegen soziale Ungerechtigkeit angeführt und den Völkermord an den Uiguren kritisiert. White betonte aber später, dass seine Demonstrationen abseits der großen Black-Lives-Matter-Proteste stattgefunden hätten.
White hatte sich später auf seinem Twitterprofile unter anderen als extremistisch, cis-male, sexistisch, frauenfeindlich, homo- und transphobisch bezeichnet. Er vertrat in seinem Podcast Verschwörungstheorien zum Verschwörungstheorien zum 11. September 2001Anschlag vom 11. September 2001.
Er verteidigte Kanye West (Ye), nach dem Ye im Herbst 2022 Adolf Hitler gepriesen hatte. White behauptete in dem Zusammenhang, dass Juden nur deshalb auf den Holocaust fokussiert seien, um in der Opferrolle von der eigenen korrupten Praxis abzulenken. Er behauptete etwa eine Jahren später, dass Ye nur deshalb als Antisemit bezeichnet worden wäre, da er eine schwarze republikanische und konservative Meinung vertreten habe, die er in die Heilige Schrift gehüllt habe. White sagte im Herbst 2022, dass niemand ein Problem mit dem Judentum habe, aber es gebe eine säkulare korrupte Elite im Judentum. Nach dem Beginn des Krieges zwischen der Hamas und Israel 2023 distanzierte er sich von der bedingungslosen Unterstützung Israels durch seine Parteifreunde und bezeichnete Israel als Dreh- und Angelpunkt (lynchpin) der Globalisierung.

### Kontroversen
Ende Mai 2024 Berichte NBC News, dass White in zwei Fällen mit der Zahlung von Kindesunterhalt im Rückstand war. In einem Fallim Ramsey County mit Zahlungen von 2021 bis 2023 und in anderen Fall im Cottonwood County für 2022 und 2023. White erklärte, dass er nicht im Rückstand sei und die Linke nur Menschen mit Kindern schlechtmache.
Anfang Juni 2024 wurde Royce White bei der Federal Election Commission für einen möglichen Missbrauch von Wahlkampfmitteln aus seiner Kandidatur 2022 an gezeigt. Laut Anzeige sollte er $ 157.000 für private Zwecke wie Gebühren für Fitnessstudios, Besuch eines Stripclubs, Kleidung und Schmuck abgezweigt haben.
Im Juli 2024 nahm die 2022 Kampagne darauf hin Ergänzungen zu den ursprünglichen Meldungen zur FEC vor und markierte Ausgaben in Höhe von $ 13.000 als unautorisiert. Diese seien persönlich erstattet worden.